# Max Factor (ondernemer)

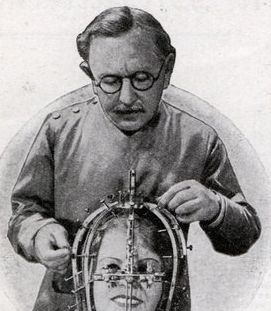
Max Factor

Max Factor (Zduńska Wola, 15 september 1872 - Los Angeles, 30 augustus 1938) was een Pools-Amerikaans ondernemer en bekende naam in de cosmetica-industrie. Max Factor, geboren in Polen als Maksymilian Faktorowicz, begon zijn carrière als leerling-pruikenmaker. Op 20-jarige leeftijd had hij echter al zijn eigen make-upwinkel.
In 1902 vertrok Max Factor met zijn familie voor de wereldtentoonstelling van 1904 naar Saint Louis. Zij keerden niet meer terug naar Polen. In Saint Louis begon hij geïmporteerde cosmetica en haarproducten te verkopen aan lokale acteurs. Zijn naamsbekendheid werd groter en spreidde zich langzaam uit over de gehele filmindustrie. Max Factor besloot in 1909 naar Los Angeles, Hollywood te verhuizen, waar hij een baan kreeg in "The Pantages Theatre".
In 1914 perfectioneerde hij make-up voor filmacteurs. Hij zorgde ervoor dat acteurs een natuurlijker verschijning in films kregen. In 1927 bracht Max Factor zijn cosmetica voor consumenten op de markt. Vóór die tijd waren er weinig vrouwen die schoonheidsmiddelen gebruikten. Max Factor populariseerde het woord "make-up". Zijn naam leeft voort in het cosmeticamerk Max Factor.